# أسامي يوشيدا
أسامي يوشيدا (باليابانية: 良田麻美) (و. 1977 – م) هي ممثلة، وممثل أداء صوتي ياباني، من اليابان، ولدت في كاناغاوا.